# سفارة الأرجنتين في روسيا
سفارة الأرجنتين في روسيا هي أرفع تمثيل دبلوماسي لدولة الأرجنتين لدى روسيا. تقع السفارة في موسكو وهي تهدف لتعزيز المصالح الأرجنتينية في روسيا.

## وصلات خارجية
- قائمة سفارات الأرجنتين
- قائمة السفارات في روسيا